# Theronia dimidia
Theronia dimidia är en stekelart som beskrevs av Gupta 1962. Theronia dimidia ingår i släktet Theronia och familjen brokparasitsteklar. Inga underarter finns listade i Catalogue of Life.